# Calle de los Besos
La calle de los Besos es la calle más estrecha de la ciudad de Sevilla, España. Oficialmente, la calle se llama Calle Reinoso, ubicada en el centro de la ciudad hispalense, en el popular barrio de Santa Cruz.

## Historia
El curioso nombre de esta calle es todo una leyenda. Existen varias hipótesis tradicionales sobre este tema. La más aceptada es la procedente del historiador local Antonio Navarro Cuesta, estudioso de la historia viva de Sevilla. Según él, este nombre se le asignó debido a la cercanía de los balcones entre ambos lados de la calle, entre los cuales puede existir no más de medio metro. Debido a esto era propio los saludos y besos entre los residentes y propietorios de los pisos de dicha calle, y de ahí el nombre popular.